# Beyond the Gates (soap opera)
Beyond the Gates (familiarmente abbreviata BTG) è una soap opera statunitense, creata da Michele Val Jean e trasmessa negli Stati Uniti dal 24 febbraio 2025 sulla rete televisiva CBS.
Beyond the Gates è la prima soap opera a presentare un cast afroamericano in 35 anni dai tempi di Generations (1989-1991) ed è anche la prima nuova soap opera in 25 anni a debuttare su una rete televisiva dal debutto di Passions nel 1999 sulla NBC. Inoltre è anche la prima soap opera ad essere prodotta da Procter & Gamble dalla fine delle soap opera Sentieri e Così gira il mondo.
Beyond the Gates è andato a sostituire dal 24 febbraio 2025 nella fascia oraria il talk show The Talk andato in onda dal 2010 al 2024 dopo che a sua volta aveva sostituito la soap opera di lunga data Così gira il mondo in onda dal 1956 al 2010.
Il programma è prodotto presso lo studio cinematografico Assembly Atlanta a Doraville, Georgia.

## Trama
La soap è ambientata in una verdeggiante sobborgo del Maryland appena fuori da Washington a Fairmont Crest e la protagonista è la famiglia Dupree, una famiglia afroamericana benestante e multigenerazionale in una comunità recintata, composta dal patriarca Vernon Dupree, da sua moglie Anita Dupree e dalle loro due figlie Nicole e Dani Dupree. La famiglia di Nicole comprende anche quella dei Richardson, il marito Ted, i loro figli Martin e Katherine "Kat" Richardson e il nipote Ted Andre Richardson, mentre quella di Dani comprende le sue figlie Naomi e Chelsea Hamilton avute dall'ex marito Bill Hamilton. Le famiglie secondarie sono i McBride: Vanessa e Doug e anche i Thomas: Leslie e sua figlia Eva.

## Personaggi e interpreti

### Personaggi principali attuali
- Vernon Dupree (2025-in corso), interpretato da Clifton Davis.
- Anita Dupree (2025-in corso), interpretata da Tamara Tunie.
- Nicole Dupree (2025-in corso), interpretata da Daphnée Duplaix Samuel.
- Dani Dupree (2025-in corso), interpretata da Karla Mosley.
- Ted Richardson (2025-in corso), interpretato da Keith Robinson ed in precedenza da Maurice Johnson.
- Martin Richardson (2025-in corso), interpretato da Brandon Claybon.
- Kat Richardson (2025-in corso), interpretata da Colby Muhammad.
- Andre Richardson (2025-in corso), interpretato da Sean Freeman.
- Smitty Smith (2025-in corso), interpretato da Mike Manning.
- Naomi Hamilton (2025-in corso), interpretata da Arielle Prepetit.
- Chelsea Hamilton (2025-in corso), interpretata da RhonniRose Mantilla.
- Bill Hamilton (2025-in corso), interpretato da Timon Kyle Durrett.
- Jacob Hawthorne (2025-in corso), interpretato da Jibre Hordges.
- Hayley Lawson (2025-in corso), interpretata da Marquita Goings.
- Tom Navarro (2025-in corso), interpretato da Alex Alegria.
- Vanessa McBride (2025-in corso), interpretata da Lauren Buglioli.
- Derek Baldwin (2025-in corso), interpretato da Ben Gavin.
- Eva Thomas (2025-in corso), interpretata da Ambyr Michelle.
- Dana Thomas (2025-in corso), interpretata da Trisha Mann-Grant.
- Ashley Morgan (2025-in corso), interpretata da Jen Jacob.
- Joey Armstrong (2025-in corso), interpretato da Jon Lindstrom.
- Pamela Curtis (2025-in corso), interpretata da Cady McClain.

### Personaggi ricorrenti attuali
- Samantha Richardson (2025-in corso), interpretata da Najah Jackson.
- Tyrell Richardson (2025-in corso), interpretato da Jaden Lucas Miller.
- Caroline Lee (2025-in corso), interpretata da Ellie Wang.
- Jan Morgan (2025-in corso), interpretata da Jerri Tubbs.
- Laura Peterson (2025-in corso), interpretata da Destiny Love.
- Shanice Johnson (2025-in corso), interpretata da Ernestine Johnson.
- Doug McBride (2025-in corso), interpretato da Jason Graham.
- Randy Parker (2025-in corso), interpretato da Maurice P. Kerry.
- Mona Wilson (2025-in corso), interpretata da Karan Kendrick.
- Diego Sanchez (2025-in corso), interpretato da Carlos Enrique Palacio.
- Mike Davis (2025-in corso), interpretato da Pierce Lackey.
- Elon Hawthorne (2025-in corso), interpretato da Malachi Malik.
- Marcel Malone (2025-in corso), interpretato da Darryl W. Handy.
- Jessica (2025-in corso), interpretata da Camryn Jade.
- Jim Price (2025-in corso), interpretato da Aleq Bey.
- June (2025-in corso), interpretata da Jasmine Burke.
- Kenny (2025-in corso), interpretato da Jason Vendryes.
- Tracy Tyler (2025-in corso), interpretata da Maria Howell.
- Sharon Winger (2025-in corso), interpretata da Bonita Brisker.
- Madison Montgomery (2025-in corso), interpretata da Kenjah.

## Programmazione

### Stati Uniti
Beyond the Gates è trasmesso negli Stati Uniti dal 24 febbraio 2025 dalla CBS, nella fascia oraria 14:00-15:00 (in sostituzione del talk show The Talk).